# Michael Gravgaard
Michael Julius Gravgaard (n. 3 de abril de 1978) es un exfutbolista danés que se desempeñaba como defensa central. Aunque su posición habitual fue la defensa, durante su etapa en el Viborg FF también fue utilizado ocasionalmente como delantero.
Fue internacional con la selección de fútbol de Dinamarca, con la que disputó 18 partidos y anotó 5 goles.
En enero de 2007, durante el mercado de transferencias, se rumoreó su fichaje por equipos ingleses como el Newcastle United y el West Ham United, aunque dichos rumores fueron desmentidos.
El 2 de junio de 2007, durante un partido contra Suecia, Gravgaard protagonizó un incidente al detener a un aficionado que invadió el campo de juego.
El 6 de julio de 2008 firmó con el FC Nantes de la Ligue 1 francesa. Posteriormente, el 1 de febrero de 2009, fue cedido al Hamburgo S.V. para cubrir la baja por lesión de Bastian Reinhardt hasta el final de la temporada.